# NGC 6235
NGC 6235 (również GCL 48 lub ESO 586-SC5) – gromada kulista znajdująca się w gwiazdozbiorze Wężownika. Odkrył ją William Herschel 26 maja 1786 roku. Jest położona w odległości ok. 37,5 tys. lat świetlnych od Słońca oraz 13,7 tys. lat świetlnych od centrum Galaktyki.